# Ростова фігура
Ростова́ фігу́ра — це різновид POS-матеріалу, що є рекламним носієм у вигляді жорсткого фігурного плакату, віддрукованого безпосередньо на самій конструкції, із зворотного боку якої розташована ніжка, що підтримує її у вертикальному положенні.

## Характеристики
Матеріали, що використовуються для виготовлення ростових фігур:
- гофрокартон;
- пінокартон;
- пластик;
- сендвіч-панелі;
- алюмінієвий композитний матеріал.

Розміри ростових фігур, як правило, перебувають у межах людського росту — до двох метрів. Опертя для стійкості ростових фігур залежно від матеріалу й зображення бувають таких типів:
- ніжка з ребром жорсткості;
- поперечна ніжка;
- ніжка з використанням алюмінієвих конструкцій;
- ніжка-обважнювач (якщо ростова фігура використовується на вулиці).

## Класифікація
- однобічні ростові фігури;
- двобічні ростові фігури;
- вуличні ростові фігури;
- для приміщень і внутрішніх інтер'єрів.

## Історія
Перші прообрази цих рекламний конструкцій були примітивні через відсутність технологій плоттерного різання і були або обрізаними вручну зображеннями людей на масивній дерев'яній стійці, або нанесені на високі, у зріст людини штендери, зображення людей. Ростова фігура зазвичай встановлювалася біля барів або таверн і, як правило, містила у собі назву, інформацію про страви кухні й часу роботи закладу. Ростові фігури також застосовувалися на ярмарках і карнавалах.

## Застосування
Ростова фігура використовується у місцях великого скупчення людей: магазинах, на вулицях тощо. Так само ростові фігури можуть використовуватися під час проведення розважальних або звесельних заходів.